# Nathaniel Cartmell
Nathaniel John "Nate" Cartmell, conegut com a "Bloody Neck" (Uniontown, Kentucky, 13 de gener de 1883 – Nova York, 23 d'agost de 1963) va ser un atleta estatunidenc que va competir a principis del segle xx.
El 1904 va prendre part en els Jocs Olímpics de Saint Louis, on disputà tres proves del programa d'atletisme: els 60 metres, en què quedà eliminat en les sèries preliminars i els 100 i 200 metres, en què guanyà la medalla de plata.
Quatre anys més tard va prendre part en els Jocs Olímpics de Londres, on disputà tres proves més del programa d'atletisme: els 100 metres, que finalitzà en quarta posició, els 200 metres, en què guanyà la medalla de bronze, i els relleus combinats, en què guanyà l'or formant equip amb William F. Hamilton, John Taylor i Mel Sheppard.
En deixar de córrer exercí d'entrenador d'atletisme i bàsquet en diverses universitats, posant punt final a la seva carrera com a entrenador el 1956.